# چوشو (روزنامه)
چو شو شیمبون یک روزنامه (روزنامه محلی) است که توسط چو شو شیمبون منتشر شده‌است. هم‌اکنون به صورت هفته‌ای سه بار (یک روز در میان) منتشر می‌شود. این روزنامه متعلق به جناح چپ بوده و گرایش‌ها کمونیستی داشته‌است. امروزه با نام روزنامه مستقل منتشر می‌شود.
| روزنامه چوشو   | روزنامه چوشو                                                          |
| -------------- | --------------------------------------------------------------------- |
| نوع            | هفته‌ای سه بار منتشر می‌شود                                             |
|                |                                                                       |
| مالک و سهام‌دار | چوشو شیمبون                                                           |
| دفتر مرکزی     | شیمونوسکی                                                             |
| نماینده        | یوکیهکو میتسویی                                                       |
| شماره اول      | ۱۵ آوریل ۱۹۵۵                                                         |
| زبان           | زبان ژاپنی                                                            |
| قیمت           | ماهانه ۱۵۰۰ ین                                                        |
| وب سایت        | https://www.chosyu-journal.jp/                                        |
| چوشو شیمبون    |                                                                       |
| محل دفتر مرکزی | ژاپن تاناکاچو، شهر شیمونوسکی، استان یاماگوچی. کد پستی = ۰۰۰۸–۷۵۰ ۲–۱۰ |
| صنعت           | صنعت اطلاعات و ارتباطات                                               |
| شخص مرتبط      | ماسایوشی فوکودا                                                       |

## طرح کلی
در سال ۱۹۵۵، زمانی که حزب کمونیست ژاپن جناح شوکان و جناح بین‌المللی تقسیم شد، ماسایوشی فوکودا که در آن زمان از مقر حزب اخراج شده بود، برای ویرایش کتاب «استقلال، صلح، رفاه، و توسعه فرهنگ قومی» به زادگاهش شیمونوسکی نقل مکان کرد. گفته می‌شود که این شرکت از همان زمان کارخانه چاپ خود را داشت. در کارخانه چاپ این شرکت، بسیاری از نشریات کمیته استانی یاماگوچی حزب کمونیست ژاپن چاپ شد. به همین دلیل، در حوالی زمانی که فوکودا از حزب جدا شد، کارخانه چاپ کمیته استانی یاماگوچی غیرقابل استفاده شد که مانع از بسیاری از فعالیت‌های چاپ آن شد.
اداره کل کانسایی در نزدیکی دانشگاه کیوتو تأسیس شده‌است.
پس از آن، فوکودا رئیس گروهی شد که در سال ۱۹۶۶ از حزب کمونیست ژاپن جدا شد و بعداً به حزب کمونیست ژاپن (جناح چپ) تبدیل شد، بنابراین این دیدگاه وجود دارد که چوشو شیمبون عملاً شبه سازمانی چپ جناح حزب کمونیست ژاپن است.فوکودا در سال ۲۰۰۱ درگذشت، اما حتی پس از مرگش فوکودا سردبیر چوشو شیمبون شد و حتی اکنون نیز گاهی مقالاتی در ستایش فوکودا منتشر می‌شود.
به عنوان یک سازمان وابسته، مهد کودک روزنامه مردم چوشو (سلف: مهد کودک هیماواری مردمی) تأسیس شد.

## بستر ویرایش
دستورالعمل‌های ویراستاری اعلام شده در آوریل ۱۹۵۵ به شرح زیر است:
به عنوان روزنامه‌ای برای مردم استان یاماگوچی، صرف نظر از حزب سیاسی، جناح سیاسی، احساسات مذهبی، شغل و غیره، ما تلاش خواهیم کرد تا حقیقت را گزارش کنیم و افکار عمومی صحیح را سازماندهی کنیم و از صلح، استقلال و دموکراسی محافظت کنیم. همچنین از جان کارگران، کشاورزان، ماهیگیران و شهروندان محافظت می‌کند و برای حفاظت و توسعه فرهنگ محلی تلاش می‌کند.

## روند روزنامه
ویرایش کنید
همان‌طور که در بالا ذکر شد، چوشو به اینکه یک روزنامه شبه سازمانی حزب کمونیست چپ ژاپن باشد، نزدیک است؛ بنابراین می‌توان گفت که با سایر روزنامه‌های محلی هم‌مرز می‌شود. این روزنامه به عنوان یک «روزنامه لیبرال که شعار آن رفاه، صلح، دموکراسی و استقلال» است، در وب سایت رسمی خود ادعا می‌کند که «یک سازمان رسانه‌ای مردمی است که تسلیم هیچ مرجعی نمی‌شود» و «همراه با ده‌ها میلیون نفر».
محورهای اصلی بحث به شرح زیر است:
- تقریباً هیچ مقاله‌ای برای ارزیابی حکومت محلی شیمونوسکی وجود ندارد. به ویژه، کیوشی اجیما، شهردار سابق شیمونوسکی، کاملاً مورد انتقاد قرار گرفت و اگرچه او توموآکی ناکائو، شهردار سابق شهر شیمونوسکی را به دلیل شکست نامزد جانشینی اجیما تحسین کرد، اما پس از آن، مانند دوران اجیما کاملاً مورد انتقاد قرار گرفت. در برخی موارد، از آن به عنوان ماده‌ای برای انتقاد از دولت شهری علیه شینزو آبه، نخست‌وزیر منتخب محلی استفاده می‌شود.
- مخالفت قاطع خود را با طرح ساخت نیروگاه هسته‌ای کامینوسکی ابراز می‌دارد.
- او همچنین به غیر از حزب لیبرال دموکرات، از احزاب مخالف دیگر انتقاد می‌کند و به ندرت آنها را ارزیابی می‌کند. به ویژه، او بارها از حزب کمونیست ژاپن، که منشأ انشعاب است، انتقاد کرده و آن را یک گروه تجدیدنظرطلب «همکار ژاپن» نامیده‌است. از سوی دیگر، فعالانه از Reiwa Shinsengumi به عنوان یک «حزب سیاسی جنبش شهروندان کاملاً جدید» حمایت می‌کند.

## پیوندهای مرتبط
- حزب کمونیست ژاپن
- ریوا شینسنگومی
- شرکت تئاتر Huruma
- Hideo Isonaga
- یومیوری شیمبون